# バトンルージュ

ルイジアナ州会議事堂

座標: 北緯30度27分29秒 西経91度8分25秒 / 北緯30.45806度 西経91.14028度
バトン・ルージュ（Baton Rouge、仏: Bâton-Rouge）は、アメリカ合衆国ルイジアナ州の州都であり、ニューオーリンズに続く州内第二位の都市である。人口は229,493人、都市圏人口は870,569人（2020年）。イーストバトンルージュ郡の郡庁所在地でもある。

## 歴史

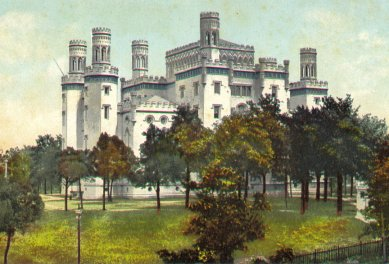
旧州庁舎

フランス語のバトンルージュは「赤い杖」を意味する。昔インディアンが狩場の境界に杉の木を赤く染めて標識としたのにちなむ。1699年からフランス人によって最初の植民が行われたが、フランス領ルイジアナ時代は小さな町にとどまった。1803年のルイジアナ買収によって合衆国領となってから発展し、1817年市制施行された。1849年、州都がニューオーリンズから遷り、南北戦争中一時ニューオーリンズ市に戻ったが、1882年には再びバトンルージュに戻った。
1932年、現ルイジアナ州会議事堂が完成した。
2005年のハリケーン・カトリーナ直後は、大勢のニューオーリンズ市民が避難したことにより、一時的ではあるが両都市の規模が逆転した。2000年の国勢調査で、バトンルージュの人口は22万7818人だったが、ハリケーン・カトリーナ後は約30万人まで増加したと言われる。

## 地理

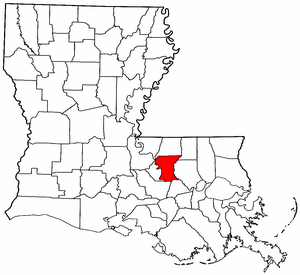
イーストバトンルージュ郡

バトンルージュは北緯30度27分29秒 西経91度8分25秒 / 北緯30.45806度 西経91.14028度 (30.458090, -91.140229)に位置している。
アメリカ合衆国統計局によると、バトンルージュは総面積204.8 km2 (79.1 mi2) である。このうち199.0 km2 (76.8 mi2) が陸地で2.81%の5.7 km2 (2.2 mi2) が水地域である。

## 教育
- ルイジアナ州立大学
- サザン大学

## 交通
- バトンルージュ・メトロポリタン空港

## 人口動勢

バトン・ルージュ市の紋章

2000年の国勢調査で、この都市は人口227,818人、88,973世帯、及び52,672家族が暮らしている。人口密度は1,144.7/km2 (2,964.7/mi2) である。489.4/km2 (1,267.3/mi2) の平均的な密度に97,388軒の住宅が建っている。この都市の人種的な構成は白人45.70%、アフリカン・アメリカン50.02%、ネイティブ・アメリカン0.18%、アジア2.62%、太平洋諸島系0.03%、その他の人種0.49%、及び混血0.96%である。人口の1.72%はヒスパニックまたはラテンである。
この都市内の住民は24.4%が18歳未満の未成年、18歳以上24歳以下が17.5%、25歳以上44歳以下が27.2%、45歳以上64歳以下が19.4%、及び65歳以上が11.4%にわたっている。中央値年齢は30歳である。女性100人ごとに対して男性は90.5人である。18歳以上の女性100人ごとに対して男性は86.3人である。
この都市の世帯ごとの平均的な収入は30,368米ドルであり、家族ごとの平均的な収入は40,266米ドルである。男性は34,893米ドルに対して女性は23,115米ドルの平均的な収入がある。この都市の一人当たりの収入 (per capita income) は18,512米ドルである。人口の24.0%及び家族の18.0% は貧困線以下である。全人口のうち18歳未満の31.4%及び65歳以上の13.6%は貧困線以下の生活を送っている。

## 日本との関わり
- 1992年10月17日、日本人留学生がこの町でハロウィンのパーティに参加しようとして、間違って訪問した家の主から不法侵入者として射殺された。（家の主は、ルイジアナ州法は刑事裁判で無罪となったが、民事裁判では賠償責任ありと判断され、両親に65万ドルの支払いを命じられた。なお、保険金からの10万ドル以外は支払われていない。）
事件の概要は、以下に詳しい。
  - 『アメリカを愛した少年』賀茂美則、講談社、1993年 ISBN 4-06-206719-6
  - 『フリーズ!　―ピアースはなぜ服部君を撃ったのか―』平義克己、ティム・タリー, 集英社, 1997年 ISBN 4-08-775168-6
- 1993年に芥川賞を受賞した吉目木晴彦の『寂寥荒野』（講談社）は国際結婚で渡米し、その晩年アルツハイマー症を発症した日本人女性を描いた作品だが、バトンルージュを舞台としており、後に、「ユキエ」松井久子監督（1998年）として映画化された。やはり同氏が1988年に第10回野間文芸新人賞を受賞した『ルイジアナ杭打ち』も1960年代のバトンルージュが舞台である。

## 姉妹都市
- エクス＝アン＝プロヴァンス、フランス
- コルドバ、メキシコ
- 台中市、台湾
- ポルトープランス、ハイチ